# Saborna crkva Preobraženja Gospodnjeg u Zagrebu
Saborna crkva Preobraženja Gospodnjeg u Zagrebu je katedrala Mitropolije zagrebačko-ljubljanske Srpske pravoslavne crkve u središtu Zagreba na Trgu Petra Preradovića.
Crkva sv. Preobraženja zaštićeno je kulturno dobro Republike Hrvatske.

## Povijest
Saborna je crkva (katedrala) za Mitropoliju zagrebačko-ljubljansku. Izgrađena je 1866. godine po nacrtu hrvatskog arhitekta Franje Kleina. Obnovljena je od 1883. do 1884. godine po nacrtima arhitekta Hermana Bolléa. Tada je u nju postavljen sadašnji historicistički ikonostas s ikonama koje je radio slikar Epaminondas Bučevski, podrijetlom iz Černovaca u Bukovini. Bollé će u još dva navrata restaurirati Preobražensku crkvu – 1899. godine, kada na nju postavlja novu kapu zvonika i od 1913. do 1914. godine kada joj je potpuno modificirao pročelja.
Na ovom mjestu bila je katolička crkva sv. Margarete koja je pripadala Zagrebačkoj biskupiji, a spominje se od 1334. godine, kao župna crkva uz koju su se održavali "margaretski sajmovi" (održavali su se od 1337. godine). Kasnije je crkva pripala župi sv. Marka, a 1794. godine prodana je pravoslavnim trgovcima. Pravoslavna crkvena općina zagrebačka, kao i sve pravoslavne općine u Habsburškoj Monarhiji u to se vrijeme nazivala grčkom-neujedinjenom. U njezinoj su ranoj povijesti grčki i cincarski trgovci igrali izuzetno veliku ulogu. Sa sve većim doseljavanjem Srba udio Grka u pravoslavnom stanovništvu Zagreba se počeo smanjivati, a i započela je njihova asimilacija u srpski, te dijelom hrvatski etnikum. Od 1848. godine zagrebačka pravoslavna crkvena općina dobiva prefiks srpska, "proglašava se isključivo »srbskim obščestvom sv. preobraženske crkve u Zagrebu«".
Stara crkva srušena je 1866. godine što zbog dotrajalosti što zato što izgledom i reprezentativnošću nije odgovarala potrebama zagrebačke pravoslavne zajednice. Na njezinom mjestu sagrađena je sadašnja katedrala Preobraženja Gospodnjeg prema projektima Franje Kleina. Zbog ovakve povijesti, ulica koja prolazi iza katedrale i danas se zove Margaretska, a ona koja prolazi ispred nje zove se Preobraženska. Odlukom upravnog odbora srpske crkvene općine 1907. godine je na njihovoj zgradi u Zagrebu bila hrvatska zastava. Zbog toga je sazvana Skupština srpske akademske omladine iz Zagreba, koja je to najoštrije osudila, uz podsjećanje da je 1895. godine s ove iste zgrade morala biti skinuta srpska zastava.

## Galerija
- Po projektu Franje Kleina iz 1897.
- Projekt Hermanna Bolléa iz 1897.
- Preradovićev trg Zagreb, 1901.
- Katedrala na Preradovićevom trgu danas
- Pozlaćeni ikonostas (oltar)
- Oltarski dio katedrale
- Ulaz i horski dio
- Unutrašnjost katedrale
- Vitraji
- Vitraji